# Phyllolabis brunettii
Phyllolabis brunettii är en tvåvingeart som beskrevs av Alexander 1961. Phyllolabis brunettii ingår i släktet Phyllolabis och familjen småharkrankar. Inga underarter finns listade i Catalogue of Life.